# William Dieterle
William Dieterle (właśc. Wilhelm Dieterle; ur. 15 lipca 1893 w Ludwigshafen am Rhein, zm. 8 grudnia 1972 w Ottobrunn) – niemiecki aktor filmowy i reżyser, tworzący także od początku lat 30. XX wieku w Hollywood. Był nominowany do Oscara za reżyserię filmu Życie Emila Zoli (1937).
Do Hollywood przybył w 1930. Rok później zrealizował swój pierwszy amerykański film – Ostatni lot (1931). Wcześniej, w latach 20. był w Niemczech aktorem charakterystycznym. W 1937 otrzymał obywatelstwo amerykańskie. W 1938 jego film Blokada, spotkał się z krytyką dyktatora Francisco Franco, który zagroził wytwórni United Artists zakazem importu jej filmów do Hiszpanii, jeśli film Blokada będzie wyświetlany w jakimkolwiek kraju na świecie. Do bojkotu przyłączyła się katolicka organizacja Legion Przyzwoitości. W latach 50., po oskarżeniach komisji McCarthy’ego, powoli wycofywał się z zawodu. Zmarł w rodzinnych Niemczech w 1972.

## Filmografia
Reżyseria:
- Ostatni lot (1931)
- Mgła nad Frisco (1934)
- Sen nocy letniej (1935)
- Pasteur (1936)
- Życie Emila Zoli (1937)
- Juarez (1939)
- Dzwonnik z Notre Dame (1939)
- Listy miłosne (1945)
- Portret Jennie (1948)
- Mroczne miasto (1950)
- Salome (1953)
- Ścieżka słoni (1954)